# 陳輝虹
陳輝虹（英語：Chan Fai Hung，1964年1月6日—），香港唱片業工作者，前香港商業電台DJ、前亞洲電視藝員，參與過電視廣告旁白，亦曾任百代唱片亞太區新媒體副總裁和金牌大風香港區行政總裁。

## 商業電台
陳輝虹在1980年代在香港商業電台當唱片騎師。他曾經是《月光光四人幫》/《豁達音樂天空》/《無字頭七八九》等節目主持人之一。
在商業電台期間，曾任助理總經理。
1999年離開商業電台，職位創作總裁。

## 新媒體創作
- 2000年至2003年成立《I-Content》，推出全港首個合法音樂下載網站《eolasia.com》及手機鈴聲網站《Ringtone 王》 及《Qlala.com》。

## 唱片公司
- 2003年至2004年出香港EMI唱片公司總經理。
- 2004年至2008年任EMI唱片公司 亞太區新媒體副總裁。
- 2009年至2011年任「金牌大風香港區行政總裁」，主理音樂製作及經理人事務。

## 私人生活
- 1984年，陳輝虹與林憶蓮在商業電台工作時認識並開始拍拖，半年後分手。
- 1980年代有傳陳輝虹與音樂人安格斯因同時追求商業電台DJ林其欣，一日兩人在商台大堂狹路相逢，在電台門口大打出手打碎玻璃大門。[2]
- 2005年3月陳輝虹與林憶蓮再次拍拖，2006年8月4日陳輝虹承認分手。[3][4]
- 2006年12月26日，陳輝虹與香港作曲人黃丹儀結婚，在數碼港的數碼港艾美酒店設宴。[5][6]

## 電影

### 演員
- 霸王女福星 (1988)
- 猛鬼學堂 (1988)飾 小平頂
- 最佳損友闖情關 (1988)飾 霍氏企業員工
- 金裝大酒店 (1988)
- 八寶奇兵 (1989)
- 神勇雙妹嘜 (1989)
- 小心間諜 (1990)
- 天師捉姦 (1990)
- 92黑玫瑰對黑玫瑰(1992)飾 林超
- 白玫瑰 (1992)
- 我愛扭紋柴 (1992)飾 林先生
- 唐伯虎點秋香 (1993)飾 周文斌
- 天台的月光 (1993)
- 的士判官 (1993)
- 猛鬼校園 (1993)
- 非常偵探 (1994)
- 不道德的禮物 (1995) 飾 劉偉強
- 墮落天使 (1995)飾 半夜客人
- 香江花月夜 (1995)飾 江探長
- 天空小說 (1995)
- 4面夏娃 (1996)飾 展輝
- 人細鬼大 (1996)
- 江湖告急 (2000)
- 小親親 (2000)飾 電台高層
- 買兇拍人 (2001)
- 戀情告急 (2004)
- 戲王之王 (2007)
- 心想事成 (2007)飾 風水劉
- 破事兒 (2007)飾 陳教授
- 單身部落 (2007)飾 Don
- 內衣少女 (2008)飾 Henry
- 我談的那場戀愛 (2024)飾 白先生
- 爸爸 (2024)飾 建築師
- 他年她日（2025）

### 編劇
- 我要金龜婿 (1986)
- 龍虎智多星 (1988)
- 花心夢裡人 (1989)
- 警察扒手兩家親 (1990)
- 那夜凌晨，我坐上了旺角開往大埔的紅VAN (2014)

### 配音
- 天下無雙 (2002)

## 獎項紀錄
| 年份   | 頒獎典禮             | 獎項         | 作品                                             | 結果 |
| ------ | -------------------- | ------------ | ------------------------------------------------ | ---- |
| 2014年 | 第51屆金馬獎         | 最佳改編劇本 | 《那夜凌晨，我坐上了旺角開往大埔的紅VAN (電影)》 | 提名 |
| 2015年 | 第34屆香港電影金像獎 | 最佳編劇     | 《那夜凌晨，我坐上了旺角開往大埔的紅VAN (電影)》 | 提名 |

## 外部參考
1. ↑  re-sandylam.com 的存檔，存档日期2007-03-12.
2. ↑  .   [2016-11-10]. （原始内容存档于2017-03-08）.
3. ↑  蘋果日報新聞條目[永久]
4. ↑  蘋果日報新聞條目 的存檔，存档日期2007-01-25.
5. ↑  .   [2007-02-15]. （原始内容存档于2008-06-26）.
6. ↑  .   [2022-03-08]. （原始内容存档于2016-03-04）.